# Craig Taborn
Craig Taborn est un pianiste et compositeur américain né le 20 février 1970 à Golden Valley (Minnesota). Il joue du piano, de l'orgue (Hammond B3 ou Fender Rhodes), et du synthétiseur Moog, et travaille essentiellement dans le domaine du jazz, mais aussi dans le dark ambient et la techno. Il est diplômé d'arts libéraux à l'université du Michigan en 1995.
Craig Taborn est plus particulièrement connu pour sa participation au quartet du saxophoniste James Carter de 1994 à 1996.
Au cours des années 1990, il joue également avec le violoniste de jazz Mat Maneri, Roscoe Mitchell (en), Nate Smith, Susie Ibarra, Lotte Anker, David Binney, Wayne Krantz, Adam Rogers (en), et dirige son propre trio avec Gerald Cleaver (d) et Thomas Morgan (b). 
Depuis 2000, Craig Taborn se produit avec de nombreux musiciens américains parmi lesquels Tim Berne, Dave Douglas, Hugh Ragin (en), Drew Gress (en), Rudresh Mahanthappa, François Moutin, Dan Weiss, Chris Potter, et depuis 2011 au sein du quartet PRISM de Dave Holland.

## Distinctions
- Craig Taborn est lauréat du Paul Acket Award 2012, récompense décernée par le North Sea Jazz Festival à Rotterdam[4]
- Coup de cœur Jazz et Blues 2017 de l'Académie Charles-Cros pour Daylight Ghosts, proposé le 20 novembre 2017 lors de l’émission Open Jazz d’Alex Dutilh sur France Musique[5].

## Discographie
Comme leader :
- 1994 : Craig Taborn Trio (DIW Records)
- 2001 : Light Made Lighter (Thirsty Ear Recordings)
- 2004 : Junk Magic (Thirsty Ear Recordings)
- 2011 : Avenging Angel (ECM)
- 2013 : Chants (ECM)
- 2016 : Flaga : Book of Angels Volume 27 (Tzadik, musique de John Zorn) avec Christian McBride et Tyshawn Sorey

Comme sideman :
Avec Tim Berne :
- 2001 : Shell Game (Thirsty Ear Recordings)
- 2002 : Science Friction (Screwgun records)
- 2003 : The Sublime And (Thirsty Ear Recordings) avec Marc Ducret et Tom Rainey

Avec Louis Sclavis :
- 2010 : Eldorado Trio (Clean Feed) avec Louis Sclavis et Tom Rainey.

Avec Michael Formanek :
- 2010 : The Rub and Spare Change (ECM) avec Tim Berne et Gerald Cleaver.

Avec Nicole Mitchell :
- 2010 : Emerald Hills (Rogue Art)

Avec Roscoe Mitchell :
- 1999 : Nine to Get Ready (ECM) avec The Note Factory (et Matthew Shipp comme second pianiste)
- 2004 : Composition/Improvisation Nos. 1, 2 & 3 (ECM) avec Evan Parker
- 2005 : Turn (Rogue Art)
- 2010 : Far Side (ECM) avec The Note Factory (et Vijay Iyer comme second pianiste)

Avec Evan Parker :
- 2004 : Boustrophedon (ECM)

Avec Chris Potter :
- 2006 : Underground (Sunnyside) avec Adam Rogers, Wayne Krantz et Nate Smith
- 2007 : Follow the Red Line: Live at the Village Vanguard (Sunnyside) avec Adam Rodgers et Nate Smith
- 2009 : Ultrahang (ArtistShare) avec Adam Rogers et Nate Smith

Avec David Torn :
- 2007 : Prezens (2007) avec Tim Berne, Tom Rainey et Matt Chamberlain

Avec David Binney :
- 2011 : Graylen Epicenter (Mythology records)

Avec Shane Endsley :
- 2011 : Then The Other (Low Electrical Records)

Avec Alex Sipiagin :
- 2011 : Destinations Unknown (Criss Cross Records)

Avec Gerald Cleaver :
- 2011 : Farmers By Nature, Out of This Worlds Distortions (Aum Fidelity)

Avec Ikue Mori :
- 2017 : Highsmith (Tzadik)